# Alexandre Vassiliev (historien)
Alexandre Alexandrovitch Vassiliev (en russe : Александр Александрович Васильев), né le 4 octobre 1867 à Saint-Pétersbourg et mort le 30 mai 1953 à Washington, est un historien russe.
Il est considéré comme l'un des meilleurs experts de l'histoire et de la culture byzantines au milieu du XXe siècle. Son Histoire de l'Empire byzantin en deux volumes datée de 1928 reste l'un des quelques récits exhaustifs de l'histoire byzantine, aux côtés de ceux d'Edward Gibbon et Fiodor Ouspenski.

## Biographie
Alexandre Vassiliev étudie d'abord la théorie et la composition au conservatoire de Saint-Pétersbourg, puis étudie sous l'égide d'un des premiers byzantinistes professionnels, Vassili Vassilievski, à l'université impériale de Saint-Pétersbourg et y apprend plus tard l'arabe. De 1892 à 1897, il enseigne le latin et le grec au lycée N°1 de Saint-Pétersbourg. Entre 1897 et 1900, il complète ses études à Paris. Il défend sa thèse en 1901 qui porte sur Les Relations politiques entre Byzance et les Arabes sous la dynastie amorienne. En 1902, il accompagne Nicolas Marr dans son voyage au monastère Sainte-Catherine du Sinaï, pour y étudier les manuscrits, puis passe quelques mois à Florence avant de présenter sa thèse de doctorat sur Les Relations politiques entre Byzance et les Arabes sous la dynastie macédonienne (867-959).
Durant son passage à l'université de Youriev (de 1904 à 1912), où il enseigne l'histoire générale, Vassiliev prépare et publie une monographie d'une grande influence sur Byzance et les Arabes (en 1907). Il travaille aussi à l'Institut d'archéologie russe créé par Fiodor Ouspenski à Constantinople. En 1912, il revient à l'université de Saint-Pétersbourg comme professeur où il demeure jusqu'en 1925. Parallèlement, Alexandre Vassiliev travaille à l'Institut d'archéologie de l'académie des sciences de Russie qu'il préside de 1920 à 1925. Il est élu membre-correspondant de l'Académie des sciences de Russie en 1919.
En 1925, il est envoyé pour un voyage d'études à l'étranger. Il passe d'abord par Berlin, puis à Paris. C'est à Paris qu'il est persuadé par Michel Rostovtzeff d'émigrer en Occident. Le 2 juin 1925, il est exclu de l'Académie des sciences d'URSS par un vote de l'assemblée générale. Par la suite, c'est Rostovtzeff qui lui assure un poste à l'université du Wisconsin à Madison (1925-1938). Il prend la décision de ne pas rentrer juste avant l'expiration du délai de son voyage d'études, le 1er juillet 1928. Plusieurs décennies plus tard, Vassiliev se met à travailler pour Dumbarton Oaks. Vers la fin de sa vie, il est élu président de l'institut Nikodim Kondakov à Prague et de l'Association internationale des études byzantines.
Son exclusion à l'Académie des sciences a été invalidée post mortem, le 22 mars 1990.

## Sources
- (en) Milton V. Anastasos, « Alexander A. Vasiliev: a personal sketch », The Russian Review,‎ 13 janvier 1954, p. 59-63
- (en) Sirarpie Der Nersessian, « Alexander Alexandrovich Vasiliev (1867-1953) », Dumbarton Oaks Papers 9/10,‎ 1956, p. 1-21